# Stevens-Umlagerung
| Übersicht der Stevens-Umlagerung |
| Beispiel einer Stevens-Umlagerung mit einem Ammoniumsalz. R bezeichnet organische Reste, Z bezeichnet einen elektronenziehenden Rest. B bezeichnet eine Base und HB die protonierte Base  |
| Beispiel einer Stevens-Umlagerung mit einem Sulfoniumsalz. R bezeichnet organische Reste, Z bezeichnet einen elektronenziehenden Rest. B bezeichnet eine Base und HB die protonierte Base |

Die Stevens-Umlagerung ist eine Namensreaktion in der organischen Chemie, die nach Thomas Stevens Stevens benannt wurde. Bei ihr wird unter Einwirkung einer Base ein organischer Rest R (Alkyl, Allyl, Benzyl) von einem vierfach gebundenen Stickstoffatom (einem quartären Ammoniumion) zu einem benachbarten Kohlenstoffatom verschoben, das einen elektronenziehenden Rest wie z. B. ein Keton, eine Estergruppe oder eine Arylgruppe trägt (elektronenziehende Reste werden häufig auch als EWG „electron withdrawing group“ bezeichnet).
Die gleiche Reaktion findet auch mit Sulfoniumsalzen statt. Ebenso sind Stevens-Umlagerungen ausgehend von O-, P-, As- und Sb-Yliden bekannt, wenngleich Beispiele für diese deutlich seltener sind.

## Mechanismus
Die Umlagerung verläuft dabei unter Retention der Stereochemie des wandernden Substituenten, was gegen eine konzertierte [1,2]-Wanderung spricht, da bei dieser eine Inversion der Stereochemie der wandernden Gruppe auftreten müsste.
Es wird daher ein radikalischer Mechanismus angenommen, bei dem die beiden aus der homolytischen Dissoziation der Bindung entstehenden Radikale im „Lösungsmittelkäfig“ nah beieinander bleiben, da schnelle Rekombination zum Produkt erfolgt. Neben dem radikalen Verlauf wird auch ein Ionenpaar-Mechanismus diskutiert, welcher über eine heterolytische Spaltung abläuft.

Mechanismus der Stevens-Umlagerung am Beispiel eines Ammoniumsalzes, R bezeichnet einen organischen Rest, Z einen Elektronen ziehenden Rest.

Der Mechanismus verläuft für Ammonium- und Sulfoniumsalze analog, hier wird exemplarisch ein Ammoniumsalz verwendet. Als Base dient exemplarisch ein Amidanion.
Zunächst versetzt man ein quartäres Ammoniumsalz mit Methylengruppe 1 mit einem Amidanion, wodurch die Methylgruppe deprotoniert wird und man das Ylid 2 erhält.
Beim radikalischen Weg (oben) spaltet sich die Bindung zwischen dem Stickstoffatom und einem Rest homolytisch und es entsteht das Radikal 3, das auf Grund der Mesomerie zwei Grenzstrukturen aufweist. Außerdem entsteht ein radikalischer Rest. Dieser radikalische Rest lagert sich an das Kohlenstoffatom des Radikals 3 so an, dass das Endprodukt 5 entsteht.
Beim ionischen Reaktionsverlauf (unten) lagert sich die Ladung am Kohlenstoff so um, dass eine Doppelbindung zwischen dem Kohlenstoff und dem Stickstoff entsteht und die Bindung zwischen dem Stickstoff und einem seiner Reste heterolytisch gespalten wird. Dadurch entsteht ein Iminiumion, welches als andere mesomere Grenzstruktur als Carbeniumion 4 dargestellt werden kann. Weiterhin entsteht ein negativ geladener Rest. Dieser Rest lagert sich nun nach einem nucleophilen Angriff auf das Kohlenstoffatom des Carbeniumions an dieses an. Somit erhält man das Amin  5.